# Carol Tavares
Carolina Tavares Viera, mais conhecida como Carol Tavares (Cariacica, 25 de setembro de 1995), é uma futebolista que atua como lateral-direita. Atualmente, joga pelo Corinthians, ao qual foi transferida em 2023.

## Carreira

### América Mineiro
A carreira da atleta teve início em 2016, quando atuou, durante uma temporada, pelo América Mineiro. Carol foi transferida para o Ferroviária na temporada seguinte.

### Ferroviária
Entre 2017 e 2022, Carol defendeu a camisa do Ferroviária. Durante seu período em atividade pelo clube, venceu a Libertadores em 2020 e o Campeonato Brasileiro em 2019, além dos vice-campeonatos do Brasileiro em 2019 e do Paulistão de 2020.
Apesar de jogar em diversas posições pelo clube, Carol se consagrou como lateral-direita.
Sua saída do clube foi formalizada no dia 15 de dezembro de 2022 através das redes sociais. A rescisão do contrato, que era válido até 2023, foi acertada em comum acordo entre a jogadora e o clube.

### Corinthians
Carol Tavares chegou ao Corinthians no dia 30 de dezembro de 2022. Sua estreia pelo clube foi como titular em 5 de fevereiro de 2023, em partida contra o Atlético Mineiro válida pela Supercopa de Futebol Feminino de 2023, em que venceu por 1 a 0. Esse também foi o primeiro título celebrado pela atleta em seu período no Corinthians, após golear o Flamengo por 4 a 1.
Na mesma temporada, o Corinthians também foi campeão do Campeonato Brasileiro, após vencer a final contra o Ferroviária, antigo clube da jogadora. Além disso, também disputou a Libertadores. Durante a temporada de 2023, Carol fez poucas aparições como titular, sendo a principal reserva de Katiuscia.

## Títulos

### Ferroviária
- Campeonato Brasileiro de Futebol Feminino: 2019
- Copa Libertadores da América de Futebol Feminino: 2020

### Corinthians
- Supercopa do Brasil: 2023, 2024
- Campeonato Brasileiro: 2023
- Campeonato Paulista: 2023